# Phlebopenes longicollis
Phlebopenes longicollis är en stekelart som först beskrevs av John Obadiah Westwood 1874.  Phlebopenes longicollis ingår i släktet Phlebopenes och familjen hoppglanssteklar. Inga underarter finns listade i Catalogue of Life.